# ルキウス・アップレイウス・サトゥルニヌス
ルキウス・アップレイウス・サトゥルニヌス（ラテン語: Lucius Appuleius Saturninus, ? - 紀元前100年12月10日）は、共和政ローマの政治家。ガイウス・マリウス派の護民官。

## 生涯
紀元前104年、サトゥルニヌスはクァエストル（財務官）としてオスティア・アンティカへ赴任し、穀物の輸入を担当したが、元老院によって解任され、後任にはプリンケプス・セナトゥス（元老院筆頭）であったマルクス・アエミリウス・スカウルスが就任することとなった。
紀元前103年、サトゥルニヌスは護民官に選任された。彼はマリウス配下の兵たちの人気取りのため、アフリカ属州に新植民地を開拓し、キンブリ・テウトニ戦争の退役兵に土地100ユゲラ（約25ヘクタール）を与える法案を提案し、これに拒否権を行使しようとした同僚護民官を暴徒によって妨害した。この年の終わり、彼は支持者を動員してマリウスの執政官再選をサポートした。
彼は解放奴隷の一人を、ティベリウス・グラックスの子であると名乗り出させたが、紀元前102年のケンソル、クィントゥス・カエキリウス・メテッルス・ヌミディクスは認めず、サトゥルニヌスは民衆を煽って攻撃させた。更にサトゥルニヌスのマケドニアなどへの新植民計画にも反対したヌミディクスは国外へと亡命した。
サトゥルニヌスはその後も護民官に選出されたが、紀元前99年の護民官を争う有力候補であったオプティマテスに属するガイウス・メンミウス（Gaius Memmius）を自派の運動員に殺害させたことから、元老院はサトゥルニヌスに対して「セナトゥス・コンスルトゥム・ウルティムム」を突きつけた。サトゥルニヌス派は鎮圧に出動したマリウス率いるローマ軍とフォルム・ロマヌムで市街戦に及んだが敗北、サトゥルニヌスらはカピトリヌスの丘に支持者と共に立て篭もったが、水を断たれたサトゥルニヌス派は降伏した。
マリウスはサトゥルニヌスの降伏を受け入れて、クリア・ホスティリア内に収容したが、反サトゥルニヌス派はクリア・ホスティリアを襲撃し、石や屋根瓦を投付けられたサトゥルニヌスは支持者と共に殺害された。サトゥルニヌスを殺害した実行犯の1人がガイウス・ラビリウスであったが、この事件から37年後の紀元前63年に同じサトゥルニヌス派に属して殺害された親族を持つティトゥス・ラビエヌスがガイウス・ユリウス・カエサルの支援を受け、護民官権限を行使して、ラビリウスをサトゥルニヌス殺害の咎で刑事告訴することとなった。